# Dipartimento per gli affari di giustizia
Il Dipartimento per gli affari di giustizia, anche DAG, è uno dei cinque dipartimenti in cui è articolato il Ministero della giustizia italiano.

## L'organizzazione del ministero
L'organizzazione del Ministero è disciplinata dal decreto del Presidente della Repubblica 6 marzo 2001 n. 55. Esso distingue gli Uffici di diretta collaborazione del Ministro e cinque Dipartimenti:
- Dipartimento per gli affari di giustizia (DAG)
- Dipartimento dell'organizzazione giudiziaria, del personale e dei servizi (DOGPS)
- Dipartimento per l'innovazione tecnologica della giustizia (DITG)
- Dipartimento per la giustizia minorile e di comunità (DGMC)
- Dipartimento dell'amministrazione penitenziaria (DAP)

## Funzioni
I compiti del DAG riguardano: 
- la gestione amministrativa dell'attività giudiziaria in ambito civile e penale;
- l'attività preliminare all'esercizio da parte del Ministro delle sue competenze in materia processuale;
- il casellario giudiziale;
- la cooperazione internazionale in materia civile e penale;
- lo studio e proposta di interventi normativi nel settore di competenza.

## Struttura
Il DAG è organizzato in tre Direzioni generali (DG) e un Ufficio di staff:
- Ufficio del Capo Dipartimento;
- DG degli affari interni;
- DG degli affari giuridici e legali;
- DG degli affari internazionali e della cooperazione giudiziaria.

Il Dipartimento esercita inoltre la vigilanza sull'amministrazione degli archivi notarili e vigilanza e controllo sull'Ufficio centrale degli archivi notarili. Esso ha compiti organizzativi e di direzione amministrativa degli uffici periferici, archivi notarili distrettuali, sussidiari e ispettorati circoscrizionali. Presso l'Ufficio Centrale è collocata anche la sede del Registro Generale dei Testamenti.
Per l'espletamento delle sue funzioni il Capo del Dipartimento si avvale dell'Ufficio del Capo Dipartimento, con funzioni di affari generali, elaborazione dei programmi attuativi degli indirizzi e degli obiettivi indicati dal Ministro, predisposizione delle relazioni periodiche, dei rapporti e dei pareri, delle risposte alle interrogazioni parlamentari, adempimenti concernenti il bilancio, gestione del personale e delle risorse del dipartimento, missioni, contrattazione collettiva, controllo di gestione, attività necessarie per l'attuazione del piano di prevenzione della corruzione e adempimenti connessi alla trasparenza, adempimenti di competenza governativa conseguenti alle pronunce della Corte europea dei diritti dell'uomo emanate nei confronti dello Stato italiano, adeguamento del diritto interno alle previsioni degli strumenti internazionali in materia di diritti umani, traduzione di leggi e atti stranieri. Dall'Ufficio del Capo Dipartimento dipendono direttamente anche la Biblioteca Centrale Giuridica e la Gazzetta Ufficiale.

## Il capo dipartimento
Il capo dipartimento è il magistrato dott.ssa Antonia Giammaria. La vice-capo dipartimento è Margherita Cardona Albini.